# 4441 Toshie
4441 Toshie eller 1985 BB är en asteroid i huvudbältet som upptäcktes den 26 januari 1985 av den japanska astronomen Tsutomu Seki vid Geisei-observatoriet. Den är uppkallad efter upptäckarens mor, Toshie Seki.
Asteroiden har en diameter på ungefär 6 kilometer.